# Стрелецкая улица (Киев)
Стреле́цкая у́лица (укр. Стріле́цька ву́лиця) — улица в Шевченковском районе города Киева, местность Старый Киев. Пролегает от Большой Житомирской улицы до улицы Ярославов Вал.
Примыкают Рыльский переулок, Сретенская улица, Георгиевский переулок и Рейтарская улица.

## История
Улица возникла во второй половине XVII века, когда вблизи Софийского собора образовались Стрелецкая и Рейтарская слободки (построены российскими военными формированиями — стрельцами и рейтарами). Во время реконструкции Старого Киева в 1830—50-х годах улица упоминается как проложенная заново. В 1861 году отнесена к улицам 2-го разряда, на ней разрешалось строить каменные дома по линиям улиц и деревянные — во дворах.

## Персоналии
В 1881—1883 и 1893—1894 годах в доме № 15 по Стрелецкой улице бывала и жила Леся Украинка.
В доме № 26 жил художник и архитектор В. Г. Кричевский, а дом № 28 по этой же улице (доходный дом) построен по его проекту.

## Здания и сооружения
По улице расположены посольства Финляндии (д. 14) и Норвегии (д. 15), а также представительство ОБСЕ (д. 16).